# اینکلس
اینکلس (به لاتین: Incles) یک روستا در آندورا است که در کانیلو واقع شده‌است.